# 3155 Lee
3155 Lee este un asteroid din centura principală, descoperit pe 28 septembrie 1984 de Brian Skiff.